# Valley of the Dolls (televisieserie)
Valley of the Dolls is een Amerikaanse dramaserie die werd uitgezonden in syndicatie van 13 juni tot 9 september 1994. De serie is een televisiebewerking van de gelijknamige roman uit 1966.

## Uitgangspunt
De serie volgt de levens van drie ambitieuze vrouwen die het willen maken in Hollywood. Neely O'Hara (Melissa De Sousa) is een zangeres/danseres/actrice die zich door niets of niemand laat tegenhouden. Anne Welles (Sharon Case) verliet haar thuis in het Midden-Westen om een belangrijke speler te worden achter de schermen. Jennifer North (Colleen Morris) heeft misschien nog het meeste kans op succes in Hollywood als dochter van de cynische Helen Lawson (Sally Kirkland), een ster die het allemaal al eens meegemaakt heeft en blijft doorgaan. In een wereld vol glamour, verleiding en bedrog proberen de drie jonge vrouwen hun dromen te verwezenlijken.

## Rolverdeling
| Acteur             | Personage       |
| ------------------ | --------------- |
| Sally Kirkland     | Helen Lawson    |
| Colleen Morris     | Jennifer North  |
| Melissa De Sousa   | Neely O'Hara    |
| Sharon Case        | Anne Welles     |
| Warren Burton      | Mitch Henry     |
| Michael Paul Chan  | Rick Chen       |
| Kamar de los Reyes | Ray Ariaz       |
| Cameron Hall       | Billy Shreiber  |
| Lisa Howard        | Caitlin North   |
| Carol Lawrence     | Bernice Stein   |
| Scott Marlowe      | Michael Burke   |
| John O'Hurley      | Allen Cooper    |
| Jim Pirri          | Jean-Claude     |
| Tom Reilly         | Peter D'Allesio |
| Mik Scriba         | Gordon North    |
| Milton Selzer      | Manny Henry     |
| Kevin Spirtas      | Tim Burke       |
| David Stratton     | Dennis Ulander  |

## Trivia
- Valley of the Dolls werd 's avonds laat uitgezonden en bevatte ongewoon veel bloot en grove taal voor een Amerikaanse televisieserie[1]